# Walter Bisset
Walter Bisset, Lord of Aboyne († 1251 auf der Isle of Arran) war ein schottischer Adliger. Er wurde 1242 des Mords an einem Magnaten beschuldigt, was zu einer schweren innenpolitischen Krise und schließlich sogar fast zu einem Krieg mit England führte.

## Herkunft
Walter Bisset entstammte der anglonormannischen Familie Bisset. Angehörige der Familie zogen vermutlich vor 1200 vom englischen Nottinghamshire ins schottische Selkirkshire. Vor etwa 1220 besaß Walter Bisset eine Lordschaft mit Mittelpunkt Aboyne in Aberdeenshire, während sein Neffe John Bisset Lord von Aird westlich von Inverness war.

## Rolle im Streit um das Erbe von Alan of Galloway
Ab 1222 war Walter Bisset häufig am schottischen Königshof und bezeugte als einer der einflussreichsten Adligen zahlreiche Urkunden von König Alexander II. 1233 erlaubte Alan, Lord of Galloway, dass Bisset seine Schwester Ada heiraten durfte. Alan of Galloway starb 1234, und da er keine männlichen eheliche Nachkommen hatte, wurde der Großteil seines Besitzes unter seinen Töchtern aufgeteilt. Alans minderjähriger Neffe Patrick, 5. Earl of Atholl erbte als nächster männlicher Verwandter Teile von Galloway sowie umfangreichen Landbesitz in Irland. Bisset hatte wohl gehofft, über seine Frau einen größeren Teil der Besitzungen in Ulster zu erben. Deshalb betrachteten er und seine Familie Patrick of Atholl, den Neffen seiner Frau, als Rivalen. 1235 rebellierte ein Teil des Adels von Galloway gegen die Aufteilung der Herrschaft unter den Erben. Die Rebellion wurde von einem königlichen Heer niedergeschlagen, dem auch Bisset angehörte.
In den 1230er Jahren schenkte Bisset Besitzungen bei Aberdeen an Coupar Angus Abbey. Nach 1238 verlor er seinen Einfluss am Königshof.

## Beschuldigung des Mords am Earl of Atholl
An einem nicht genau genannten Tag im Frühjahr 1242 wurde Patrick of Atholl nach einem Turnier in Haddington ermordet, wobei die Berichte über die Tat widersprüchlich sind. Atholl soll zusammen mit zwei Begleitern nachts in ihrer Unterkunft ermordet, anschließend brannten die Mörder das Gebäude nieder, um ihre Spuren zu verwischen. Nach dem Chronisten Matthew Paris soll Patrick of Atholl Walter Bisset im Turnier besiegt haben, der sich daraufhin rächte und ihn ermordete. Nach der Melrose Chronichle war Bissets Neffe John der Mörder, während Walter ihn dabei unterstützte. Nach Walter Bower war Bisset nur Anstifter der Tat. Der Mord schockierte aber den schottischen Adel. Patrick Dunbar, 5. Earl of Dunbar, der der Vormund von Patrick of Atholl gewesen war, beschuldigte Bisset des Mords und drängte den König, die Tat zu ahnden. Dabei wurde er von Walter Comyn, Earl of Menteith und dessen Familie unterstützt, die Nachbarn und Rivalen der Bissets waren. Alexander II. hatte aber wohl Zweifel an der Schuld von Bisset und zögerte, eine Verhandlung gegen ihn zu führen. Bisset selbst erklärte, dass der König in der Nacht vor dem Mord bei ihm in Aboyne zu Gast gewesen und dass Königin Marie in der Nacht des Mordes immer noch bei ihm gewesen war, so dass er erwiesenermaßen unschuldig sei. Dazu verurteilte er öffentlich das Verbrechen. Seine Gegner beschuldigten ihn aber, dass er die Täter zu der Tat angestiftet hätte. Alexander Comyn, 6. Earl of Buchan und John Comyn, Lord of Badenoch gingen zur Selbstjustiz über. Sie plünderten Bissets Ländereien im Great Glen und in Strathdee, die an ihre eigenen Besitzungen angrenzten, so dass Bisset in Aboyne Castle Zuflucht suchen musste. Robert de Mowat und Philip de Melville, die gemeinsam das Amt des Justiciar of Scotia innehatten, waren gegen die Angriffe machtlos, dazu gehörte Mowat zu den Unterstützern der Comyns. Der König traf sich im Juli 1242 mit seinen Magnaten in Perth. Dort beschuldigten zahlreiche Magnaten Bisset, so dass der unwillige König reagieren musste. Er erklärte, dass er in Forfar die Beschuldigungen gegen Bisset anhören wolle und enthob Mowat und Melville ihres Amtes. Stattdessen ernannte er Alan Durward zum Justiciar of Scotia, obwohl dieser nicht unparteiisch, sondern eng mit den Bissets verbunden und dazu in Atholl ein Rivale der Comyns war. Durward stellte in Mar ein Aufgebot auf, entsetzte Aboyne Castle und eskortierte Bisset zum König nach Forfar. Dort erklärte sich Bisset für unschuldig und bot einen Gerichtskampf zum Beweis seiner Unschuld an. Mehrere Earls, neben Dunbar und Menteith vermutlich auch Buchan und vielleicht auch Mar, forderten aber eine Verhandlung vor den Magnaten. Bisset lehnte eine Verhandlung vor den Magnaten aber ab, worauf der König seine Entscheidung vertagte. Im November 1242 kam es in Edinburgh erneut zur Verhandlung, während der sich Bisset der Gnade des Königs unterwarf. Nach langen Verhandlungen verurteilte der König am 26. November Bisset und seinen Neffen John wegen Landfriedensbruch zur Verbannung. Der Fall zeigte, dass der König selbst seine engsten Verbündeten nicht gegen den Druck der Magnaten schützen konnte. Ob Bisset wirklich Urheber des Mords am Earl of Atholl war, kann nicht geklärt werden. Wahrscheinlich hatte es bereits vor der Tat Spannungen zwischen Bisset und den Comyns gegeben, die als alteingesessener Adel Bisset als Emporkömmling betrachteten. Anderseits klingt die Angabe, dass der König und die Königin zur Tatzeit bei Bisset zu Gast waren, wie ein geplantes Alibi. Dennoch gilt es als mindestens zweifelhaft, ob er tatsächlich für den Mord verantwortlich war.
Die erzwungene Verurteilung von Walter Bisset und seiner Familie beschädigte die Autorität von Alexander II. erheblich. Der König seinerseits verlor das Vertrauen in zahlreiche Magnaten wie den Earl of Dunbar und vor allem in die Comyns, während Alan Durward erheblich an Einfluss gewinnen konnte.

## Exil und Verwicklung in den Konflikt zwischen England und Schottland von 1244
Nach seiner Verurteilung trat Bisset keine Pilgerreise nach Jerusalem an, wie es der König vorgesehen hatte. Auf Vermittlung von Maurice FitzGerald, 2. Lord of Offaly, des Justiciars of Ireland kam er im Dezember 1242 zum englischen König Heinrich III. nach Bordeaux. Dort hatte der englische König gerade einen erfolglosen Feldzug gegen den französischen König geführt. Bisset konnte dem englischen König offenbar gute Dienste leisten und gewann so sein Vertrauen. Bisset beklagte sich bei Heinrich III., dass er trotz seiner Unschuld aus Schottland verbannt wurde. Er konnte den englischen König überzeugen, dass sich der schottische König dem Druck der rebellischen Earls hatte beugen müssen und dazu Verhandlungen mit dem französischen König führte. Der englische König misstraute dem schottischen König und fürchtete, dass dieser ein Bündnis mit Frankreich schließen könnte. Um dies zu verhindern, versuchte er den alten Anspruch der englischen Könige auf Oberhoheit über Schottland zu erneuern. Er erklärte, dass der schottische König ohne seine Zustimmung keine Verbannung erklären dürfe. Diese Politik führte zu einer Krise in den Beziehungen zu Schottland und fast zu einem Krieg, der erst durch den Vertrag von Newcastle im August 1244 abgewendet werden konnte. Trotz der Bemühungen des englischen Königs wurde dabei die Verbannung von Bisset nicht aufgehoben. Bereits in Bordeaux hatte der englische König im August 1243 das Gut von Ludham in Norfolk als Lehen an Bisset gegeben, so lange er in seinem Dienst stand. Dazu unterstützte der König sie mit Geldzahlungen.

## Tätigkeit in Irland und Rückkehr nach Schottland
Nach dem Tod von Hugh de Lacy erhielten Bisset und sein Neffe John vom König ein Lehen in Ulster. Dort kämpften sie auf englischer Seite gegen einheimische irische Häuptlinge, die von Söldnern aus Galloway und anderen westschottischen Gebieten unterstützt wurden. Dabei ist ungeklärt, ob Walter Bisset seinen Besitz in Irland wegen seiner Ansprüche auf das Erbe von Alan of Galloway oder erst durch die Gunst des englischen Königs erhielt. Vor 1248 war Bisset offenbar in den Besitz von Dunaverty Castle auf der westschottischen Halbinsel Kintyre gelangt. Im Frühjahr 1248 erlaubte ihm der englische König, in Irland Vorräte für die Burg zu erwerben. Dann wurde die Burg jedoch von Alan Fitzcount, einem unehelichen Halbbruder von Patrick of Atholl erobert. Bisset geriet dabei in Gefangenschaft. Er wurde jedoch von König Alexander II. begnadigt. Am 13. Januar 1249 bezeugte er eine königliche Urkunde, und im selben Jahr nahm er an dem Feldzug des Königs gegen die westschottischen Inseln teil, bei dem Alexander II. erkrankte und starb. Dies zeigt, dass Alexander II. Bisset nicht nur für unschuldig hielt und ihn begnadigt hatte, sondern dass Bisset das Vertrauen des Königs zurückgewonnen konnte. Dies kann kaum in dem kurzen Zeitraum von 1248 bis 1249 geschehen sein. Wahrscheinlicher ist, dass Bisset bereits früher, möglicherweise kurz nach 1244, mit Erlaubnis des Königs nach Schottland zurückkehren durfte. Er starb 1251 auf der westschottischen Insel Arran. Sein Neffe John konnte spätestens vor 1258 nach Schottland zurückkehren.